# Ерсиг (Караш-Северин)
Ерсиг (рум. Ersig) насеље је у Румунији у округу Караш-Северин у општини Вермеш. Oпштина се налази на надморској висини од 133 m.

## Прошлост
По "Румунској енциклопедији" место се први пут помиње 1369. године. Поново се јавља 1690-1700. године, а пописано је у насељу 1717. године 30 кућа. Колонизовани су ту Словаци 1835-1836. године, али било је увек много више Влаха. 
Аустријски царски ревизор је 1774. године констатовао да место "Јерсег" припада Брзавском округу, Чаковачког дистрикта. Становништво је било претежно влашко. Када је 1797. године пописан православни клир у месту је на служби само један свештеник. Парох, поп Георгије Василијевић рукоположен 1782. године говорио је само румунским језиком.

## Становништво
Према подацима из 2002. године у насељу је живело 308 становника.

### Попис2002.
| Расподела становништва по националности 2002.‍ | Расподела становништва по националности 2002.‍ | Расподела становништва по националности 2002.‍ | Расподела становништва по националности 2002.‍ | Расподела становништва по националности 2002.‍ |
| --------------------------------------------- | --------------------------------------------- | --------------------------------------------- | --------------------------------------------- | --------------------------------------------- |
|                                               |                                               |                                               |                                               |                                               |
| Румуни                                        | Румуни                                        |                                               | 234                                           | 77,0%                                         |
| Мађари                                        | Мађари                                        |                                               | 32                                            | 10,5%                                         |
| Роми                                          | Роми                                          |                                               | 38                                            | 12,5%                                         |